# Fortrængning (økonomi)
Begrebet fortrængning anvendes inden for økonomi oftest i sammenhæng med virkningerne af finanspolitik, hvor det betegner forskellige afledte mekanismer, der reducerer den fulde virkning af finanspolitikken på den samlede efterspørgsel. Det tilsvarende engelske udtryk crowding out anvendes også på dansk i samme betydning.

## Fortrængning i forskellige situationer
Afhængigt af situationen kan fortrængningseffekterne tage forskellige former, ligesom den kan være mere eller mindre kraftig. Ved fuld fortrængning forstås en situation, hvor fortrængningseffekten er så kraftig, at den fuldstændig neutraliserer finanspolitikkens efterspørgselseffekt. Herved bliver finanspolitik helt virkningsløs. I moderne mainstream-økonomi regner man normalt med, at der er fuld fortrængning i det lange løb. Det vil sige, at en permanent ekspansiv (eller kontraktiv) finanspolitik ikke vil have nogen virkning på beskæftigelse og produktion på det helt lange sigt. På kortere sigt - som godt kan være en periode på adskillige år - vil fortrængningseffekterne imidlertid være mere beskedne, sådan at finanspolitikken har realøkonomisk virkning i dette tidsrum.

## Mekanismerne i fortrængningen

### Virkning via rente og investeringer
Der er to hovedmekanismer, hvorigennem fortrængningen opstår. Forestiller man sig, at en finanspolitisk ekspansion sætter gang i økonomien, vil det medføre en stigning i enten det private eller det offentlige forbrug (eller begge), og det vil alt andet lige få den samlede opsparing i økonomien til at falde. Dette kan betyde, at udbuddet på kapitalmarkedet falder og derved medføre en rentestigning, som så forårsager et fald i investeringerne. Da investeringerne er en del af den samlede efterspørgsel på linje med forbrug og nettoeksport, vil det trække i modsat retning af finanspolitikkens ekspansive virkning. Hvis faldet i investeringerne er lige så stort som den oprindelige forbrugsstigning, vil der være tale om fuld fortrængning, og nettovirkningen på den samlede efterspørgsel og dermed BNP vil være nul. Kontraktiv finanspolitik i form af offentlige besparelser eller skattestigninger vil på samme måde kunne medføre en modgående reaktion som følge af et rentefald.

### Virkning via valutakurs og nettoeksport
En anden fortrængningsmekanisme, der er mere relevant for en lille åben økonomi som Danmarks, går via valutakursen og eksportmarkederne. En stigende efterspørgsel efter indenlandsk producerede varer vil medføre en forbedring i landets bytteforhold, men samtidig en tilsvarende forringelse af landets konkurrenceevne som følge af en stigning i den reale valutakurs. Afhængigt af situationen kan denne stigning enten give sig udslag af en egentlig appreciering af landets (nominelle) valuta, eller af højere prisstigninger indenlands end i udlandet, hvilket i det lange løb vil have den samme virkning. I begge tilfælde vil landets nettoeksport falde som følge af den forværrede konkurrenceevne. Det påvirker efterspørgslen og dermed beskæftigelse og produktion i modsat retning af den ekspansive finanspolitik. Igen vil en tilsvarende kontraktiv finanspolitik også medføre en fortrængningseffekt i modsat retning, i dette tilfælde ved at stimulere nettoeksporten som følge af et fald i den reale valutakurs. Faldet vil på én gang forringe bytteforholdet og forbedre konkurrenceevnen.

## Fortrængningseffekter i økonomiske modeller
Alt afhængigt af situationen og den konkrete økonomiske model vil enten den ene eller den anden økonomiske mekanisme dominere, og virkningen kan være mere eller mindre kraftig. I en lukket økonomi, det vil sige en økonomi uden udenrigshandel (som f.eks. hele den globale økonomi taget under ét), er der naturligt ingen effekt vi nettoeksporten, og fortrængningseffekten forekommer derfor udelukkende via rente- og investeringskanalen. For en lille åben økonomi som f.eks. Danmark antages det normalt, at landet er for lille til at kunne påvirke det internationale renteniveau nævneværdigt. Til gengæld er udenrigshandelen betydelig. I sådan et tilfælde vil man derfor ikke regne med, at der er nogen effekt via rente og investeringer, men der kan være en betydelig effekt via den reale valutakurs og nettoeksporten. For en stor åben økonomi som f.eks. USA vil begge effekter kunne være til stede på én gang.
Økonomiske modeller, der ser på det lange sigt i økonomien, antager normalt fuld fortrængning. Modeller, der ser på kortere sigt som f.eks. en konjunkturcyklus, antager omvendt som oftest, at der enten slet ikke er nogen fortrængning, eller i hvert fald at den er mindre end 100 %. I en model som IS-LM-modellen, der typisk bruges til at forklare konjunktursvingninger i enten en lukket eller en stor åben økonomi, er der en vis, men ikke fuldstændig fortrængning. I den simplere keynesianske konjunkturmodel kendt som det keynesianske kryds, optræder slet ingen fortrængning, fordi man her ser bort fra effekter via renten (eller valutakursen). I Mundell-Fleming-modellen, som er en traditionel kortsigtsmodel for små åbne økonomier, vil fortrængningen afhænge af valutakursregimet: For et land med flydende valutakurser som Sverige vil der være fuld fortrængning af finanspolitik, idet valutakursen i dette model-setup øjeblikkeligt vil ændre sig så kraftigt, at den neutraliserer alle andre ændringer i den aggregerede efterspørgsel. Finanspolitik er derfor virkningsløs i dette tilfælde (mens pengepolitik til gengæld er et effektivt konjunkturstabiliserende instrument i denne situation). For et land med faste valutakurser er det omvendt. Her er der i Mundell-Fleming-modellen overhovedet ingen fortrængning, fordi den nominelle valutakurs jo ikke får lov at ændre sig i et land med fastkurspolitik, og modellen beskriver en situation, hvor det indenlandske prisniveau endnu ikke har nået at tilpasse sig den nye situation. Der er derfor slet ingen effekter på hverken renteniveau eller konkurrenceevne af at føre finanspolitik, og derfor heller ingen fortrængningseffekt overhovedet.
Fortrængningseffekterne påvirker den multiplikatoreffekt, som et givet stød (typisk bruges finanspolitik som eksempel) vil have på økonomien. Er der fuld fortrængning, vil den langsigtede BNP-multiplikator være lig 0. Et bud på såvel multiplikatorens som fortrængningseffekternes størrelse over forskellige tidshorisonter i et land som Danmark kan man f.eks. få fra makroøkonometriske modeller som ADAM, hvor der på kort sigt er visse fortrængningseffekter, som over tid stiger og bliver til fuld fortrængning.
At der er fuld fortrængning på lang sigt, udtrykkes også jævnligt på en anden måde, nemlig at Phillipskurven, der viser sammenhængen mellem ledighed og inflation, er lodret på lang sigt: På kortere sigt kan man ved f.eks. at føre ekspansiv finanspolitik nedbringe ledigheden. Det vil imidlertid føre til højere prisstigninger (inflation), og på lang sigt vil ledigheden alligevel vende tilbage til sit strukturelle (=konjunkturneutrale) niveau, uanset at den ekspansive finanspolitik fastholdes. Man kan altså ikke påvirke ledigheden i det lange løb ved at ændre den aggregerede efterspørgsel i økonomien.

## Andre betydninger
De ovennævnte situationer med afledte effekter via reaktioner i renten og/eller valutakursen gælder ikke kun for ekspansiv og kontraktiv finanspolitik, men generelt for alle stød til økonomien, der rammer den samlede efterspørgsel på varemarkedet. En pludselig ændring i det private forbrug, som f.eks. kan skyldes, at forbrugernes forventninger til den fremtidige økonomiske situation er skiftet, vil således også kunne påvirke investeringer og nettoeksport ad samme indirekte kanaler.
Fortrængningseffekter omtales også mere generelt i samfundsøkonomiske sammenhænge som det fænomen, hvor en bestemt ændring (typisk et offentligt tiltag) medfører en afledt modgående effekt. Man kan således tale om, at løntilskud til private job fortrænger beskæftigelsen i ordinære (ikke-løntilskudsberettigede) job, eller at flere offentlige ressourcer til et forskningsområde kan betyde, at der bliver afsat færre private forskningsmidler til det samme område.